# 当费尔-罗什罗站
当费尔-罗什罗站（法語：Gare de Denfert-Rochereau），是法国的一个铁路车站，属于大区快铁B线。开通于1846年6月7日，位于巴黎十四区。属于第一收费区（法語：Zone 1），1977年12月9日大区快铁B线开始使用本站。该车站得名于普法战争中贝尔福之围时的法国统帅皮埃尔·菲利普·当费尔-罗什罗（Pierre Philippe Denfert-Rochereau）。

## 公交换乘线
- RATP公交路网38路、68路、88路、216路、奥利机场巴士(Orlybus)
- 巴黎观光巴士(OpenTour)
- 法兰西岛夜班车N14路、N21路、N122路